# Junee Post Office
Junee Post Office är ett posthus beläget i orten Junee i New South Wales i Australien. Posthuset invigdes juli 1888. Junee Post Office är med på Australiens kulturskyddsregister Commonwealth National Heritage List.